# Бжезняк (Лобезький повіт)
Бжезняк (пол. Brzeźniak, нім. Rosenfelde) — село в Польщі, у гміні Венґожино Лобезького повіту Західнопоморського воєводства.
Населення — 102 особи (2011).
У 1975-1998 роках село належало до Щецинського воєводства.

## Демографія
Демографічна структура станом на 31 березня 2011 року:
|          | Загалом | Допрацездатний вік | Працездатний вік | Постпрацездатний вік |
| -------- | ------- | ------------------ | ---------------- | -------------------- |
| Чоловіки | 51      | 6                  | 40               | 5                    |
| Жінки    | 51      | 13                 | 29               | 9                    |
| Разом    | 102     | 19                 | 69               | 14                   |